# Бєликово (Сухиницький район)
Бєликово (рос. Беликово) — село в Сухиницькому районі Калузької області Російської Федерації.
Населення становить 92 особи. Входить до складу муніципального утворення Присілок Бордуково.

## Історія
Від 2004 року входить до складу муніципального утворення Присілок Бордуково

## Населення
| 2002 | 2010 |
| ---- | ---- |
| 91   | ↗92  |